# Coleford (Somerset)
Coleford is een civil parish in het bestuurlijke gebied Mendip, in het Engelse graafschap Somerset met 2313 inwoners.